# Edwardzetes ubali
Edwardzetes ubali är en kvalsterart som beskrevs av Iturrondobeitia och Arturo Caballero 2000. Edwardzetes ubali ingår i släktet Edwardzetes och familjen Ceratozetidae. Inga underarter finns listade i Catalogue of Life.